# شاه قلي خان زنكنه
شاه قلي خان زنكنه (بالفارسية: شاه قلی خان زنگنه) كان الصدر الأعظم للدولة الصفوية في الفترة ما بين 1707 حتى 1716. تُوفي سنة 1716 وخلفه صهره فتح علي خان الداغستاني.